# 阿夫塔布赫沃塔布村
阿夫塔布赫沃塔布村（波斯語：افتابخورتاب），是伊朗吉兰省阿姆拉什县中央區南阿姆拉什鄉的一个村。2006年人口普查顯示該村人口为44人，分佈在14个家庭中。